# Ferbam
Ferbam is een organische verbinding van ijzer met als brutoformule C9H18N3S6Fe. De stof komt voor als een zwart reukloos kristallijn poeder, dat onoplosbaar is in water.

## Synthese
Ferbam kan bereid worden door reactie van koolstofdisulfide met dimethylamine en natriumhydroxide, waarbij natriumdimethyldithiocarbamaat als intermediair ontstaat. Dit wordt in reactie gebracht met ijzer(III)sulfaat.

## Toepassingen
Ferbam wordt gebruikt als fungicide dat onder meer bij aardappelen en tabak wordt ingezet. Handelsnamen van het product zijn Ferbeck, Fermate, Ferradow, Hexaferb, Karbam Black, Knockmate en Trifungol.

## Toxicologie en veiligheid
Ferbam ontleedt bij verhitting en bij contact met water, met vorming van toxische en brandbare gassen. Het reageert met sterk oxiderende stoffen, koper- of kwikhoudende verbindingen en basen.
De stof is irriterend voor de ogen, de huid en de luchtwegen. Ze kan effecten hebben op het centraal zenuwstelsel.